# HMAS Grantala
HMAS Grantala – australijski okręt szpitalny używany przez Royal Australian Navy (RAN) w okresie I wojny światowej.  Statek SS „Grantala” został oryginalnie zbudowany w 1903 dla Adelaide Steamship Company, po wojnie został sprzedany włoskiej linii żeglugowej Compagnie Générale Transatlantique, gdzie służył jako „Figuig”.  Został złomowany w 1934.

## Historia
Parowiec „Granatala” został zbudowany w stoczni Armstrong Whitworth w Newcastle upon Tyne na zamówienie australijskich linii żeglugowych Adelaide Steamship Company.  Statek mierzył 350 stóp długości, 45,2 stopy szerokości, jego zanurzenie wynosiło 27,2 stopy (107 x 14 x 8 m).  Pojemność brutto wynosiła 3714 ton, wyporność - 6700 ton.  Napęd stanowiły dwie maszyny parowe potrójnego rozprężania o mocy 4500 KM z pięcioma kotłami opalanymi węglem.  W głównym bunkrze znajdowało się miejsce na 650 ton węgla, dodatkowo statek mógł zabrać na pokład 950 ton węgla w głównej ładowni, przy prędkości 16 węzłów statek spalał dziennie 80-90 ton paliwa.  Statek mógł zabrać na pokład do 240 pasażerów (110 w I klasie i 130 w II klasie).  Wyposażenie statku zostało opisane jako „luksusowe”. „Granatala” był wodowany 27 maja 1903, po zakończeniu prób maszyn parowych wyruszył w podróż do Australii 10 marca 1904.
Po wybuchu I wojny światowej statek został zarekwirowany przez RAN 7 sierpnia 1914 i został przystosowany do roli statku szpitalnego.  Był to pierwszy australijski statek szpitalny i jedyny statek szpitalny RAN-u w okresie I wojny światowej.  Przebudowa statku miała miejsce w Garden Island w Sydney i trwała tylko 3 tygodnie.  „Grantala” został oznaczony jako statek szpitalny zgodnie z konwencją haską (1907) - cały statek był pomalowany na biało, na burcie namalowano szeroką zieloną linię i duże znaki czerwonego krzyża.  W czasie krótkiej służby w RAN-ie statek wziął udział w inwazji na Rabaul w 1914 otrzymując za to w późniejszym czasie battle honour „Rabaul 1914”.
Statek został zwrócony właścicielom w 1915.  W późniejszym czasie został sprzedany liniom Red Funnell Shipping Company, a w 1920 został zakupiony przez Compagnie Générale Transatlantique, gdzie służył pod nazwą „Figuig” do 1934 kiedy został złomowany.